# Sofja Kovalevskaja-Preis
Der Sofja Kovalevskaja-Preis des Bundesministeriums für Bildung und Forschung ist benannt nach der Mathematikerin Sofja Kovalevskaja (1850–1891) und wurde zwischen 2002 und 2020 von der Alexander-von-Humboldt-Stiftung verliehen. Neue Preise werden nicht mehr vergeben, die letzten Förderungen laufen 2026 aus.
Der Preis war mit bis zu 1,65 Mio. Euro dotiert (bis 2006 1,2 Millionen Euro) und war damit nach der Alexander-von-Humboldt-Professur und dem Gottfried-Wilhelm-Leibniz-Preis der dritthöchst-dotierte deutsche Forschungspreis. Das Preisgeld diente zum Aufbau einer Forschungsgruppe an einem deutschen Forschungsinstitut oder einer Universität und war innerhalb von sechs Jahren projektbezogen zu verwenden.
Der Preis wurde an ausländische Wissenschaftler oder an im Ausland forschende deutsche Wissenschaftler verliehen. Etwa ein Drittel der Preisträger waren Deutsche, die mit dem Preis nach Deutschland zurückgeholt wurden.

## Preisträger
- 2002:[1] Tiziana Boffa Ballaran, Anne Bouloumié, Luc Bovens, Stephane Charlot, Volker Deckert, Paolo D’Iorio, Oliver Eickelberg, Michael Feiginov, Michael Gotthardt, Stefan Hecht, Daniel Hofstetter, Judith Klein-Seetharaman, Manuel Koch, Yuriy Makhlin, Matilde Marcolli, Krzysztof Oplustil, Kawon Oum, Jane Elizabeth Parker, Maxim Polyakov, Alexander Pukhov, Tina Romeis, Luis Santos, Jochen M. Schneider, Joachim Schultze, Eva Stoger, Greg J. Stuart, Gleb Sukhorukov, Grigori Vajenine, Zhong Zhang
- 2004:[2] Lucas Brunsveld, Yanbei Chen, Ferdinando Cicalese, Michal Czakon, Mark Depauw, Brian Hare, Jian-Wei Pan, Tricia Striano, Doris Y. Tsao, Eckhard von Törne, Martin Wilmking
- 2006:[3] Jens Bredenbeck, Jure Demsar, Felix Engel, Natalia Filatkina, Olga Holtz, Reinhard Kienberger, Marga Cornelia Lensen, Martin Lövden, Thomas Misgeld, Benjamin Schlein, Taolei Sun
- 2008:[4] Cinzia Casiraghi, Karl Sebastian Lang, Esther Lutgens, Nathan MacDonald, Daniele Oriti, Jan-Erik Siemens, Mirka Uhlirova, Aleksi Vuorinen
- 2010:[5] Isabel Bäurle, Lapo Bogani, Camin Dean, Christian Doeller, Brandon Dotson, Gustavo Fernandez Huertas, Jörn Fischer, Christiana Fountoulakis Mäsch, Jörg Fröbisch, Joseph Hennawi, Shigeyoshi Inoue, Eike Kiltz, Philipp Alexander Lang, Pierpaolo Mastrolia, Andreas Möglich, Simone Pika, Roberto Rinaldi, Dmitry Volodkin
- 2012:[6] Pavel Buividovich, Dmitry A. Fedosov, Tanja Gaich, Kerstin Kaufmann, Liu Na, Veronika Lukacs-Kornek, Ulf A. Orom, Miriam Ronzoni, Patricia Schady, Richard Stancliffe, Athanasios Typas, Samuel Wagner, Nils B. Weidmann, Yan Yu
- 2014:[7] Kamal Asadi, Gregory Brennecka, Elizabeta Briski, Pierangelo Buongiorno, Jason Dexter, Katja Dörschner-Boyaci, Roland Donninger, Fernando Febres Cordero, Helen May-Simera, Christian Straßer, Renske Marjan van der Veen
- 2015:[8] Rikkert Frederix, Mikhail Kudryashev, Karin Lind,  Ioan M. Pop, Clara Saraceno, Zhuang Xiaoying
- 2016:[9] Mazhar N. Ali, Michal P. Heller, Francesco Neri, Faith Osier, William Shepherd, Safa Shoai
- 2017:[10] Ufuk Günesdogan, Enrique Jiménez, Laura Leal-Taixé, David J. E. Marsh, Anna Martius, Matteo Smerlak
- 2018:[11] Aydan Bulut-Karslıoğlu, Kenji Fukushima, Milica Gašić, Hitoshi Omori, Paola Pinilla, Fritz Renner
- 2019:[12] Tonni Grube Andersen, Joshua Philip Barham, Jan De Graaf, Angelo Di Bernardo, Doris Hellerschmied, Ottaviano Ruesch
- 2020:[13] Marcia de Almeida Monteiro Melo Ferraz, Danila Barskiy, Agnieszka Golicz, Gregory Maurice Green, Anna-Lena Horlemann, André F. Martins, Mar Rus-Calafell, Torben Schiffner